# Croton xiaopadou
Croton xiaopadou är en törelväxtart som först beskrevs av Yong Tian Chang och S.Z.Huang, och fick sitt nu gällande namn av Hua Shing Kiu. Croton xiaopadou ingår i släktet Croton och familjen törelväxter. Inga underarter finns listade i Catalogue of Life.